# Sharon (Carolina del Sud)
Sharon és una població dels Estats Units a l'estat de Carolina del Sud. Segons el cens del 2000 tenia 421 habitants.

## Demografia
Segons el cens del 2000, Sharon tenia 421 habitants, 149 habitatges i 113 famílies. La densitat de població era de 127 habitants/km².
Dels 149 habitatges en un 35,6% hi vivien nens de menys de 18 anys, en un 63,8% hi vivien parelles casades, en un 9,4% dones solteres, i en un 23,5% no eren unitats familiars. En el 19,5% dels habitatges hi vivien persones soles el 10,1% de les quals corresponia a persones de 65 anys o més que vivien soles. El nombre mitjà de persones vivint en cada habitatge era de 2,83 i el nombre mitjà de persones que vivien en cada família era de 3,25.
Per edats la població es repartia de la següent manera: un 28,5% tenia menys de 18 anys, un 8,8% entre 18 i 24, un 27,1% entre 25 i 44, un 23,3% de 45 a 60 i un 12,4% 65 anys o més.
L'edat mediana era de 34 anys. Per cada 100 dones de 18 o més anys hi havia 92,9 homes.
La renda mediana per habitatge era de 35.250 $ i la renda mediana per família de 36.875 $. Els homes tenien una renda mediana de 26.071 $ mentre que les dones 21.250 $. La renda per capita de la població era de 13.798 $. Entorn del 7,3% de les famílies i el 8,8% de la població estaven per davall del llindar de pobresa.

## Poblacions més properes
El següent diagrama mostra les poblacions més properes.